# Euchomenella matilei
Euchomenella matilei är en bönsyrseart som beskrevs av Roger Roy 2001. Euchomenella matilei ingår i släktet Euchomenella och familjen Mantidae. Inga underarter finns listade i Catalogue of Life.